# Киган, Руперт
Ру́перт Ки́ган (англ. Rupert Keegan; 26 февраля 1955, Уэстклифф-он-Си, Эссекс — 23 сентября 2024, Эльба, Тоскана) — британский автогонщик, участник чемпионата мира по автогонкам в классе Формула-1. Победитель британского чемпионата Формулы-1 1979 года.

## Биография
Сын владельца авиакомпании «BKS Air Transport» Майкла Кигана. В 1974 году выступал в британской «Формуле-Форд», на следующий год перешёл в британскую Формулу-3, где в 1976 году выиграл чемпионат BARC и стал вторым в чемпионате «Формулы-3» «Шеллспорт». В 1977 году дебютировал в чемпионате мира Формулы-1, выступая за команду Hesketh, в следующем году (1978) перешёл в команду Surtees. Не набрав в 25 Гран-при ни одного очка, в 1979 году Киган ушёл в британский чемпионат Формулы-1 «Аврора», где на автомобиле «Arrows A1» в первый же год стал чемпионом, одержав пять побед.
В 1980 году вернулся в чемпионат мира Формулы-1, но в 12 стартах в 1980 и 1982 годах вновь не набрал ни одного очка и пять раз не прошёл квалификацию. В 1983 году перешёл в чемпионат мира спортивных автомобилей, занял пятое место в гонке «24 часа Ле-Мана», выступая на автомобиле «Порше 956». В 1985 году принял участие в трёх гонках чемпионата CART, после чего завершил гоночную карьеру и лишь изредка появлялся на старте, в частности, стартовал в гонке «24 часа Ле-Мана» 1995 года. до последнего дня жизни проживал в США.
Умер 23 сентября 2024 года, после того, что бизнесмен и друг Джулиус Тергуд описал как «героическую борьбу с продолжительной болезнью».

## Результаты гонок в Формуле-1

### Результаты выступлений в чемпионате мира
| Легенда к таблице |                                                                    |
| --- | ------------------------------------------------------------------ |
| В таблице перечислены результаты всех Гран-при Формулы-1, в которых принимал участие гонщик. Строками таблицы являются сезоны, столбцами — этапы чемпионата мира. В каждой клетке указаны сокращённое название этапа и результат, дополнительно обозначенный цветом. Расшифровка обозначений и цветов представлена в нижеследующей таблице. |                                                                    |
| \| Пример \| Описание \| \| ------------ \| ------------------------------------------------------------------ \| \| 1 \| Победитель \| \| 2 \| Второе место \| \| 3 \| Третье место \| \| 5 \| Финишировал, заработав очки \| \| Сход \| Не финишировал, но при этом заработал очки \| \| 12 \| Финишировал, не получив очков \| \| НКЛ \| Финишировал, но не попал в финальную классификацию \| \| 15 \| Участвовал вне зачёта, либо по отдельной классификации \| \| 18 \| Не финишировал, но попал в финальную классификацию \| \| Сход \| Не финишировал \| \| НКВ \| Не прошёл квалификацию \| \| НПКВ \| Не прошёл предквалификацию \| \| ДСК \| Дисквалифицирован \| \| ИСК \| Исключён из протокола соревнований \| \| ТТ \| Заявлен для участия только в тренировках \| \| НС \| Участвовал в квалификации, но не стартовал в гонке \| \| Т \| Травмирован или болен \| \| ОТК \| Отказ от участия \| \| НТР \| Прибыл на соревнования, но на трассу не выезжал \| \| НПР \| Был заявлен в числе участников, но не прибыл к началу соревнований \| \| О \| Соревнования отменены \| \| \| Не участвовал \| \| Поул-позиция \| \| \| Быстрый круг \| \| |                                                                    |
| Пример | Описание                                                           |
| 1 | Победитель                                                         |
| 2 | Второе место                                                       |
| 3 | Третье место                                                       |
| 5 | Финишировал, заработав очки                                        |
| Сход | Не финишировал, но при этом заработал очки                         |
| 12 | Финишировал, не получив очков                                      |
| НКЛ | Финишировал, но не попал в финальную классификацию                 |
| 15 | Участвовал вне зачёта, либо по отдельной классификации             |
| 18 | Не финишировал, но попал в финальную классификацию                 |
| Сход | Не финишировал                                                     |
| НКВ | Не прошёл квалификацию                                             |
| НПКВ | Не прошёл предквалификацию                                         |
| ДСК | Дисквалифицирован                                                  |
| ИСК | Исключён из протокола соревнований                                 |
| ТТ | Заявлен для участия только в тренировках                           |
| НС | Участвовал в квалификации, но не стартовал в гонке                 |
| Т | Травмирован или болен                                              |
| ОТК | Отказ от участия                                                   |
| НТР | Прибыл на соревнования, но на трассу не выезжал                    |
| НПР | Был заявлен в числе участников, но не прибыл к началу соревнований |
| О | Соревнования отменены                                              |
| | Не участвовал                                                      |
| Поул-позиция |                                                                    |
| Быстрый круг |                                                                    |

| Сезон | Команда | Шасси         | Двигатель | Ш | 1        | 2        | 3        | 4      | 5        | 6       | 7        | 8       | 9        | 10       | 11       | 12      | 13       | 14       | 15      | 16       | 17  | Место | Очки |
| ----- | ------- | ------------- | --------- | - | -------- | -------- | -------- | ------ | -------- | ------- | -------- | ------- | -------- | -------- | -------- | ------- | -------- | -------- | ------- | -------- | --- | ----- | ---- |
| 1977  | Hesketh | Hesketh 308E  | Cosworth  | G | АРГ      | БРА      | ЮАР      | СШЗ    | ИСП Сход | МОН 12  | БЕЛ Сход | ШВЕ 13  | ФРА 10   | ВЕЛ Сход | ГЕР Сход | АВТ 7   | НИД Сход | ИТА 9    | США 8   | КАН Сход | ЯПО | -     | 0    |
| 1978  | Surtees | Surtees TS19  | Cosworth  | G | АРГ Сход | БРА Сход | ЮАР Сход | СШЗ НС | МОН Сход | БЕЛ НКВ |          |         |          |          |          |         |          |          |         |          |     | -     | 0    |
| 1978  | Surtees | Surtees TS20  | Cosworth  | G |          |          |          |        |          |         | ИСП 11   | ШВЕ НКВ | ФРА Сход | ВЕЛ НКВ  | ГЕР НКВ  | АВТ НКВ | НИД НС   | ИТА      | США     | КАН      |     | -     | 0    |
| 1980  | RAM     | Williams FW07 | Cosworth  | G | АРГ      | БРА      | ЮАР      | СШЗ    | БЕЛ      | МОН     | ФРА      | ВЕЛ 11  | ГЕР НКВ  | АВТ 15   | НИД НКВ  | ИТА 11  | КАН НКВ  | США 9    |         |          |     | -     | 0    |
| 1982  | March   | March 821     | Cosworth  | A | ЮАР      | БРА      | СШЗ      | САН    | БЕЛ      | МОН     | ДЕТ      | КАН     | НИД      | ВЕЛ      | ФРА      | ГЕР НКВ | АВТ Сход | ШВА Сход |         |          |     | -     | 0    |
| 1982  | March   | March 821     | Cosworth  | M |          |          |          |        |          |         |          |         |          |          |          |         |          |          | ИТА НКВ | СИЗ 12   |     | -     | 0    |